# 川崎駅非番警察官強盗殺人事件
川崎駅非番警察官強盗殺人事件（かわさきえきひばんけいさつかんごうとうさつじんじけん）は、1948年（昭和23年）3月31日に神奈川県川崎市で起きた現職警察官による強盗殺人事件である。巡査Uがスリの疑いをかけられた男性Kを射殺して現金を奪い、また無理心中を図って母と甥を殺害した。

## 事件のあらまし

### 強盗殺人
1948年3月31日、神奈川県省線川崎駅ホームにいた人物Kが制服制帽を着た巡査Uに呼び止められた。
Uは、事件に関わることとしてKを同駅駅長室に連れていき、警察手帳を提示の上で所持品を出させて説明を求めた。金三百円入りの封筒が出てきたことを理由にスリの疑いがあるとして、Uは川崎市川崎警察署駅前巡査派出所にKを連行した。Uは交番に詰めていた警察官に「モサ（スリ）らしいからちょっと場所を拝借したい」と断って、交番の休憩室で所持品についてKを再び追及した。
Uは、Kが所持していた現金9,900円のほか雑品数点を犯罪の証拠品として預ると言い、更に警察署に連行するとしてKを交番から連れ出した。
一連の取り調べと連行に居合わせた駅の助役・駅員や交番詰の警察官はなんら疑いを持たなかったが、実はこのUは管轄外の大森警察署に勤務する警視庁巡査であり、しかもその日の勤務は午前中に終わって非番の状態であった。病気の実母への仕送りや同僚の給料使い込みにより金銭を工面する必要に迫られていたUは、不審尋問を装って通行人から所持品を奪うことを企み、札束を出して買い物をしていたKを標的にして、予め自分で準備していた現金入り封筒を紛れ込ませてスリの容疑をでっち上げたのである。
途中Kの用便のために公衆便所に立ち寄り、Uはその隙に預かった金品を持ち逃げしようとした。これに気づいたKが「どろぼう！」と大声で連呼したため、Uは予め同僚から盗んでいた拳銃を発砲してKを殺害した。
Uによる本事件の動機は、母から医療費や生活費の送金を頼まれていたことと、同僚の代わりに受領していた給料を遣い込んでいたためであった。

### 無理心中未遂
Uは同年7月末ごろに大森警察署寮の食堂への忍び込み事件が発覚し、8月5日に警察官を免職となった。同月26日に母のもとを訪れた際、警察官によって身辺を捜査されていることを告げられたため、自殺を考えるようになった。その後Uは自分の死後の家族の将来をはかなみ、一家心中を企て、8月29日に母・甥とともに大森海岸から貸しボートで漕ぎ出し、羽田沖で甥（10歳）を銃殺して死体を海に沈めた。さらに母（52歳）も本人の同意を得て銃殺した。

## 裁判

### 逮捕と刑事裁判
Uはその後適当な死に場所を求めて知人方などを訪れていたが、同月30日に検挙された。
Uは同年9月10日に起訴、10月4日に追起訴を受け、Kへの強盗殺人・甥の殺人・母の承諾殺人・拳銃の窃盗・銃砲等所持禁止令違反により、1949年（昭和24年）2月12日に東京地方裁判所で死刑判決を受けた。同年3月3日に控訴を取り下げ、Uの死刑が確定。

### 国賠訴訟
東京都の自治体警察に所属していたUが制服警官の出で立ちで犯行に及んでいたことから、被害者遺族は前年に制定された国家賠償法第1条により東京都を相手取って賠償を求めたが、都はUが非番の時間中に管轄外の場所で本件行為をなしたものであるから賠償責任を負わないと主張し、最高裁判所まで争われた。
1956年（昭和31年）11月30日、最高裁は被害者遺族の主張を認め、職務執行の外形をそなえる行為をして、これによって他人に損害を加えたと形式的に判断できる場合には、国又は公共団体による損害賠償の対象となりえることが判示された（外形説）。
原判決は、（中略）判示のごとき職権濫用の所為をもつて、同条（国家賠償法第一条）にいわゆる職務執行について違法に他人に損害を加えたときに該当するものと解したのであるが同条に関する右の解釈は正当であるといわなければならない。けだし、同条は公務員が主観的に権限行使の意思をもつてする場合にかぎらず自己の利をはかる意図をもつてする場合でも、客観的に職務執行の外形をそなえる行為をしてこれによつて、他人に損害を加えた場合には、国又は公共団体に損害賠償の責を負わしめて、ひろく国民の権益を擁護することをもつて、その立法の趣旨とするものと解すべきであるからである。—最二小判昭31・11・30